# Un type à la hauteur
Pour plus de détails, voir Fiche technique et Distribution.
Un type à la hauteur (Six Feet Four) est un western muet réalisé par Henry King, sorti en 1919.

## Synopsis
Buck Thornton, alias "Six Feet Four", arrive à l'hôtel de Drytown peu après qu'il a été cambriolé par un homme répondant à sa description. Buck est chargé de protéger Winifred Waverly, une jeune femme qui vient d'arriver de l'Est avec de l'argent pour son oncle Henry Pollard. Pendant que Buck nourrit les chevaux, Winifred est attaquée par un homme masqué et Buck est de nouveau suspecté. Sur les lieux du vol, Buck trouve une molette d'éperon, qui s'avère appartenir à Ben Broderick. Broderick, Pollard et le shérif Cole Dalton sont en fait les vrais coupables. Le Deputy Marshall "Two-Hand" Billy Comstock apprend qu'ils vont attaquer la diligence, et il arrive à déjouer leur plan avec l'aide de Buck. Buck finalement abat Broderick et Winifred et lui trouvent le bonheur dans une ville paisible.

## Fiche technique
- Titre : Un type à la hauteur
- Titre original : Six Feet Four
- Réalisation : Henry King
- Scénario : Stephen Fox, d'après le roman éponyme de Jackson Gregory
- Sociétés de production : William Russell Productions, American Film Company
- Société de distribution : Pathé Exchange (États-Unis), Cinématographe Harry (France)
- Pays de production :  États-Unis
- Langue : anglais
- Format : Noir et blanc - 35 mm - 1,37:1 - Muet
- Genre : Western
- Durée : 70 minutes (6 bobines)
- Dates de sortie : 
  - États-Unis : 14 septembre 1919
  - France : 3 novembre 1922[2]
- Licence : Domaine public

## Distribution
- William Russell : Buck Thornton
- Vola Vale : Winifred Waverly
- Charles French : Henry Pollard
- Harvey Clark : « Two-Hand » Billy Comstock
- Clarence Burton : Cole Dalton
- Al Garcia : Ben Broderick
- Jack Collins : Ed Bedloe
- Jack Brammall : Kid Bedloe
- Calvert Carter : Poke Drury
- Perry Banks : Adams, le vieil homme
- John Gough : Jimmie Clayton
- Anne Schaefer : Mme Riddell